# 闘牛戦士ワイドー2
闘牛戦士ワイドー2（とうぎゅうせんしワイドーツー）は、2019年7月6日〜10月5日まで土曜日13:54に琉球放送で全13話放送された特撮テレビドラマ。2018年4月7日から6月9日まで琉球放送で全10話放送された『闘牛戦士ワイドー』の続編。
シーズン1に引き続き、主要キャストは全員沖縄県出身。ダチョウ倶楽部のリーダー肥後克広やダンスグループMAXのNANAなどが出演。主題歌には沖縄県うるま市出身の［HY/MAX］、エンディング曲には石垣島出身の［夏川りみ/そばにいて］が起用されている。
ロケ地を沖縄県内のみならず鹿児島県奄美群島 闘牛の島で知られる徳之島も舞台として加わる。「世界に終わりをもたらす存在」暦の王「レッキ王」の復活を巡るストーリー。前作のキャストに加え、沖縄出身ダンスグループ MAXのNana演じる「ノロ上地」など新キャラクターが多数登場する。

## 概要
ワイドーは元々闘牛が盛んな事で有名な沖縄県中部に位置するうるま市のローカルヒーローであり、2013年に闘牛実況アナウンサーの伊波大志により考案され、これまで市内の様々なイベントで活動している。
テレビ化に伴い、デザインは『週刊ビッグコミックスピリッツ』連載の『トクサツガガガ』作者の丹羽庭によるものに改められた。

## あらすじ
ウシナー達との最後の闘いから月日は流れ、沖縄には平和な日々が訪れていた。そんなある日、ガイの首飾りが反応する。また人が牛に変えられてしまったのだ。ウシナー達のボス、カミヤーの仕業だと疑わない、勢矢（ワイドー）。カミヤーの仕業だとは思えない、ガイ。そんな2人の前に現れたのは、初めて見るウシナーだった。時を同じくして、闘牛連合会に姿を現したのは、上地と名乗るノロ。ウシナー御嶽と呼ばれる地に、6つの暦がそれぞれ封印されているという。そして、明らかになる衝撃の事実。全ての封印が解かれた時、「この世の終わりをもたらす存在」暦の王〈レッキ王〉が復活する。6つの封印をめぐり、ワイドー達の新たな戦いの封が、今切られる。

## 登場人物

### 登場人物・キャスト
名嘉眞勢矢（なかま せいや）/ワイドー
演 - 小橋川建
アクション - 堀川恭平、知花輝
本作の主人公。オボツカグラの光を浴びたことにより興奮すると頭から角が生えるようになった。勢子（闘牛士）になる事を目標にしているが良男からは未だに認めてもらえずにいる。ワイドーの衣装は勢子デビューに向けて自分で製作した。かなりのお調子者で周囲を困らせている。
天願ガイ（てんがんガイ）/シンカーワイドー
演 - 平隆人
アクション - 比嘉恭平
勢矢の相棒。シンカーワイドーに変身しヤグイをかけることでワイドーの能力を上げる能力を持つ。ゴウの小学校の先生をしている。
伊波ユカリ（いは ユカリ）
演 - 山川未菜
本作のヒロイン。勢矢の幼馴染。前作ではウシナー達の手によって牛の姿に変えられしまったがワイドー達の活躍で人間に戻ることが出来た。
伊波ゴウ（いは ゴウ）/グマーワイドー
演 - 兼城歩睦
アクション - 玉那覇桐虎
ユカリの弟。勢矢と同じオボツカグラノの光を浴びた事により超人的な力を身につける。小学生ながら冷静沈着な性格のしっかり者。戦闘能力はウシナー達に匹敵するほど高い。衣装は勢矢が幼少時に製作したおさがり。
名嘉眞良男（なかま よしお）
演 - 肥後克広（ダチョウ倶楽部）
勢矢の闘牛の師匠。仕事に就いて一人前になるまでは勢矢の勢子（闘牛士）デビューを絶対に認めない。厳しい一面があるが、愛牛トガイーの前ではデレデレとなる。口ぐせは「フリムン」。

### 敵（ウシナー軍団）・キャスト
カミヤー
演 - 玉代勢圭司
ウシナー軍団のボス。前作では人間への復讐を誓い、全ての人間を牛に変えようと暗躍するがワイドーの屈しない姿に最後は負けを認めた。口ぐせは「ブチクン」。
タッチュータイフーン
アクション/声 - 比嘉健雄
長い角が自慢で、高速回転させることで発生する竜巻で攻撃する。言葉の語尾に「モ～」をつける喋り方が特徴。好戦的だが素直。
ドクドクカチャーサー
アクション - 与那嶺圭一、比嘉健雄
声 - 与那嶺圭一
カチャーシーから発せられる波動は人間の心を支配する事ができる。耳が遠いのかよく聞き間違いをする。口ぐせは「○○だっつーの」。
チュラベニークー
アクション - 伊禮友希恵、下地和歌奈
声- 伊禮友希恵
軍団の紅一点で鞭を武器に闘う。自称スイス出身だが、よく使う言葉は英語。その事に触れるとウチナー口（沖縄方言）で激昂する。
勢子ンド　
アクション - 翁長武義、久我秀徳
ウシナー戦闘能力はそこまで高くはないが、ヤグイによって力を与える事が出来る。「モ」以外の言葉を話せないが、軍団との会話はどうにかなっているらしい。

### 新キャラクター・キャスト
カブラーガルキラー
アクション - 堀川恭平
声 - 嘉人
ノロ上地の手下。大の女好きで、すぐにナンパしたりLINEを交換しようとするが相当な実力者。武器は2本の刃。口癖は○○っす。
ノロ上地
演 - NANA（MAX）
突如闘牛連合会の前に現れた謎のノロ。
レッキ王
アクション/声 - 小橋川飛鳥
古い書物には「暦の王であり、この世の終わりをもたらす存在」と記されている。過去に封印されてからは守護者のヤグイによって守られてきた。御嶽の封印が全て解かれ時に復活する。
ワイドーファージャー
謎のワイドー。
キカンボー ファイバー
「冷酷残忍にしてその力は山をも吹き飛ばす。しにでーじな凶暴さゆえ時にはカミヤー様にも牙を剥く」と言われながらも、前作では全く出番が無かった。

## 用語
ワイド
闘牛用語。徳之島の言葉。自分の牛が試合に勝った時に喜びを表す言葉。その他にも「頑張れ」という意味で使われることもある。ワイド節などが有名。語源は諸説ある。
勢子（せこ）
闘牛用語。牛のそばにつき牛を闘いに導くセコンドの役割。闘牛士のこと。
ヤグイ
闘牛用語。闘牛の試合で勢子が牛に「ヒーヤイ、ヒーヤイ」と気合いを入れさせるための言葉。
カミヤー
闘牛用語。人間に攻撃してくる闘牛のこと。カミヤーを中心とした人間を牛に変えるため暗躍するウシナーたちをカミヤー軍団と呼ぶ。
フリムン
沖縄の言葉で馬鹿者という意味。
ブチクン
沖縄の言葉でやっつける、打ちのめす、という意味。カミヤーの決め台詞。
トガイー
前方に湾曲しながら鋭く伸びた形の角で、闘牛の最も理想的な角を持つ牛のこと。
タッチュー
闘牛用語。ほぼ真上に垂直に伸びた形の角を持つ牛のこと。沖縄の言葉では真上にとんがったもののこと意味する。
カブラー
闘牛用語。正面若しくはやや下向きに湾曲した形の角を持つ牛のこと。
ファイバー
闘牛用語。折れた角をグラスファイバーで補強した人工角のこと。現在は相手牛へのダメージが大きくなるなどの理由からファイバー角での闘牛大会出場は禁止されており、厳しく反則、罰金が課せられる。

## スタッフ
- 監督：たかひろや
- 制作：CMC
- 制作著作：ワイドーaiプロ株式会社
- 共同制作：株式会社P26
- 闘牛監修：伊波大志
- エグゼクティブプロデューサー：新垣壮大
- 企画：脚本プロデューサー：山田優樹
- 総合プロデューサー：翁長大輔
- ラインプロデューサー：梅田北斗
- ポストプロダクションプロデューサー：比嘉洋(impressed)
- COプロデューサー：名護すえこ
- 撮影：砂川達則、中村健勇
- 照明・特機：鳥越博文
- 録音：横澤匡広
- アクション監督：翁長大輔（NEXT HEROS）
- 助監督：石田玲奈、砂川敦志
- 制作担当：伊波大奨
- 美術：木下沙和美
- 大道具：小波津誠
- アシスタントプロデューサー：花田華
- 撮影助手：鈴木元、友利尚太郎
- 照明助手：宮城結人
- 制作主任：村田達
- 制作進行：濱元舜暉
- 演出助手：小橋川飛鳥
- 録音応援：佐藤祐美、鈴木優季
- 制作応援：真喜志智啓、高橋南美子、渡久地秀哉
- B班撮影助手：寺田卓二（SAT）、伊元耕二、上原孝心
- ヘアメイク・スタイリスト：照屋千紘、比嘉みみ、宮城千夏
- 編集：中村和樹
- 編集協力：高橋基史
- 編集応援：佐藤彩子
- グレーディング：比嘉洋(impressed)
- オンライン編集：大浜当吾(impressed)
- 整音・音響効果：吉方淳二
- 音楽：ＳＡＤＡ（破天航路）
- オフラインスタジオ：乃木坂hsスタジオ
- VFX：中村 “なかむー” 和明（ワムハウス）、松尾奈緒美（ワムハウス）、紺野聡美（ワムハウス）
- キャラクターデザイン：丹羽庭、山里秀太
- ロゴデザイン：富山大樹、山里秀太
- オープニング制作：株式会社サファリゲームズ
- プロデューサー 岡展宏
- ディレクター 高木大祐
- シニアチーフ 山本隆
- VFXデザイナー 嶋崎絵実

## 楽曲
オープニング「MAX」
HY
作詞・作詞 - Shun Naka
エンディング「そばにいて」
夏川りみ
作詞・作曲：中村泰輔
覚醒シーン音楽
YAGUI-覚醒-
作編曲：遠藤ナオキ
Produced by Akira Sunset

## 撮影地
- 沖縄県

うるま市
うるま市石川多目的ドーム
安慶名闘牛場
舞天館
伊波小学校
石川歴史民俗資料館
ぬちしぬじガマ（CAVE OKINAWA）
ジャネーガマ
屋慶名港
屋慶名公民館
うるまシティプラザ
那覇市
那覇港
浦添市
浦添城趾
玉陵（たまうどぅん）
南城市
受水走水（うきんじゅはいんじゅ）
佐敷城趾
グスクロード公園
新原ビーチ
百名ビーチ
北谷町
安良波ビーチ
宜野湾市
森川公園
北中城村
中村家住宅
中城城趾
- 鹿児島県

鹿児島航路（那覇港〜名瀬港間 マリックスライン船内）
徳之島町
亀徳新港
亀徳港
山漁港
伊藤観光ドーム
伊仙町
なくさみ館
天城町
県道

## 放映リスト
1. 「封切戦」2019年7月6日
2. 「二番戦」2019年7月20日
3. 「三番戦」2019年7月27日
4. 「四番戦」2019年８月3日
5. 「五番戦」2019年８月10日
6. 「六番戦」2019年８月17日
7. 「七番戦」2019年8月24日
8. 「八番戦」2019年8月31日
9. 「九番戦」2019年9月7日
10. 「十番戦」2019年9月14日
11. 「十一番戦」2019年9月21日
12. 「一二番戦」2019年9月28日
13. 「最終戦」2019年10月5日